# Битва при Каспе (1938)
Битва при Каспе произошла в ходе Арагонского наступления в период 16–17 марта 1938 года во время гражданской войны в Испании.

## Предпосылки
После битвы при Теруэле республиканская армия в Арагоне была истощена и плохо оснащена. В марте 1938 года огромные силы националистов в составе 150 000 солдат и более 900 самолетов начали наступление на Арагон, прорвав республиканский фронт. Большинство частей республиканской армии бежали, а их отступление превратилось в бегство, но в некоторых местах некоторые части республиканцев сражались храбро.

## Битва
9 марта националисты продвинулись на 36 километров, 10 марта они заняли Бельчите, удерживаемый XV-ой интербригадой, и продвинулись к Каспе. Главнокомандующий республиканской армией генерал Висенте Рохо приказал построить линию обороны с городом Каспе в центре. К 16 марта три дивизии националистов армии Варелы во главе с Фернандо Барроном, Муньосом Грандесом и Баутистой Санчесом окружили город, удерживаемый XV-ой интербригадой. Бригада мужественно отражала атаки противника, но после двух дней ожесточенных боев Каспе пал под натиском националистов.

## Последствия
Националисты продолжили наступление и к 3 апреля заняли Льейду.